# Autobahn Daqing-Guangzhou
Die Autobahn Daqing-Guangzhou oder Daguang-Autobahn (chinesisch 大广高速公路, Pinyin Dàguǎng gāosù gōnglù, englisch Daguang Expressway), chin. Abk. G45, ist eine Autobahn in China, die von der Stadt Daqing in der nordöstlichen Provinz Heilongjiang über Peking zur südchinesischen Metropole Guangzhou (Kanton) in Guangdong verläuft. Die Autobahn wird nach Fertigstellung eine Länge von 3.550 km erreichen.